# Malomsok
Malomsok là một thị trấn thuộc hạt Veszprém, Hungary. Thị trấn này có diện tích 25,74 km², dân số năm 2010 là 544 người, mật độ 21 người/km².